# H40-es busz (Nyíregyháza)
A nyíregyházi H40-es jelzésű autóbuszok a belvárosi autóbusz-állomás és a várostól nyugatra, a 36-os főút környezetében fekvő, de közigazgatásilag Nyíregyházához tartozó Antalbokor, Rókabokor, Vargabokor, Kazárbokor és Sulyánbokor szórványtelepülések között közlekednek. A külterületi (H jelzésű) autóbuszvonalat Nyíregyháza autóbuszvonal-hálózatának részeként a Volánbusz üzemelteti.

## A H40-es vonal mint rugalmas közlekedési rendszer
A vonal teljes szakaszán rugalmas közlekedési rendszert vezettek be, mely azonban 2013-ban megszűnt: A menetrendben meghirdetett járatok egy része kizárólag előzetes igénybejelentés esetén közlekedett az előzetesen regisztrált utasok számára.

## Története
A vonalat 2007. február 23-án vezették be.
A H40-es belterületi szakaszán 2008. szeptember 1-jétől 40-es jelzéssel közlekednek betétjáratai.
A H40-es jelzésű buszok menetrendje 2009. március 1-jén kis mértékben módosult.

## Járművek
A vonalon Iveco KAPENA típusú midibuszok közlekednek.

## Útvonal, útvonalváltozatok
Az autóbuszok egy öt ágból (öt autóbusz-fordulóból) álló, a 36-os főútra (a Tiszavasvári útra) felfűzött, fa alakú útvonal meghatározott részén közlekednek.
A H40-es buszok menetrendjében az alábbi öt útvonalváltozatot hirdették meg:
| 1. | 2. | 3. | 4. | 5. |
| --- | --- | --- | --- | --- |
| | | | | |
| Autóbusz-állomás – Széchenyi utca – Kálvin tér – Egyház utca – Rákóczi út – Mező utca – Bethlen Gábor utca – | | | | |
| Tiszavasvári út – szakaszhatár – 36-os főút –                                                                | Tiszavasvári út – szakaszhatár – 36-os főút –                                                           | Derkovits Gyula utca – Dugonics utca – Legyező utca – Fészek utca – Tiszavasvári út – szakaszhatár – 36-os főút –           | Derkovits Gyula utca – Dugonics utca – Legyező utca – Fészek utca – Tiszavasvári út – szakaszhatár – 36-os főút –           | Derkovits Gyula utca – Dugonics utca – Legyező utca – Fészek utca – Tiszavasvári út – szakaszhatár – 36-os főút – |
| Kazárbokori ág                                                                                               | Antalbokori ág Rókabokori ág Vargabokori ág Kazárbokori ág Sulyánbokori ág                              | Antalbokori ág Rókabokori ág Vargabokori ág Kazárbokori ág                                                                  | Rókabokori ág Sulyánbokori ág                                                                                               | Antalbokori ág Vargabokori ág Kazárbokori ág                                                                      |
| Jelmagyarázat                                                                                                | | | | |
| Á: Autóbusz-állomás T: Tiszavasvári út D: Derkovits utca – Dugonics utca A: Antalbokor autóbusz-forduló      | Á: Autóbusz-állomás T: Tiszavasvári út D: Derkovits utca – Dugonics utca A: Antalbokor autóbusz-forduló | R: Rókabokor autóbusz-forduló V: Vargabokor autóbusz-forduló K: Kazárbokor autóbusz-forduló S: Sulyánbokor autóbusz-forduló | R: Rókabokor autóbusz-forduló V: Vargabokor autóbusz-forduló K: Kazárbokor autóbusz-forduló S: Sulyánbokor autóbusz-forduló | menetrend szerinti közlekedés nem érintett vonalszakasz                                                           |

## Megállóhelyek
A H40-es jelzésű autóbuszok 2011. június 16-án az alábbi megállóhelyeket érintették:
| sz.           | megállóhely neve             | menetidő (perc) | szakasz                                                                         |
| ------------- | ---------------------------- | --------------- | ------------------------------------------------------------------------------- |
| 1             | Autóbusz-állomás             | –               | belterületi közös szakasz                                                       |
| 2             | Toldi utca                   | 1               | belterületi közös szakasz                                                       |
| 3             | Szabolcs utca                | 2               | belterületi közös szakasz                                                       |
| 4             | Bessenyei tér                | 3               | belterületi közös szakasz                                                       |
| 5             | Egyház utca                  | 4               | belterületi közös szakasz                                                       |
| 6             | Búza tér                     | 5               | belterületi közös szakasz                                                       |
| 7             | Mező utca                    | 7               | belterületi közös szakasz                                                       |
| 8             | Bethlen Gábor utca 67.       | 9               | belterületi közös szakasz                                                       |
| 8/A           | Derkovits utca 73.           | 0+2             | Dugonics utcai betétvonal tanítási napokon                                      |
| 8/B           | Dugonics utca                | 0+3             | Dugonics utcai betétvonal tanítási napokon                                      |
| 8/C           | Fészek utcai ABC             | 0+5             | Dugonics utcai betétvonal tanítási napokon                                      |
| 9             | Tiszavasvári utca            | 10              | belterületi szakasz a Dugonics utcai betétvonalon közlekedő járatok nem érintik |
| 10            | Szakiskola és kollégium      | 12              | belterületi közös szakasz                                                       |
|               |                              |                 |                                                                                 |
| 11            | Salamonbokor sz. bolt        | 13              | külterületi közös szakasz                                                       |
| 12            | Zomboribokor                 | 14              | külterületi közös szakasz                                                       |
| 13            | Jánosbokor                   | 15              | Antalbokori ág csak igény esetén                                                |
| 14            | Antalbokor autóbusz-forduló  | 17              | Antalbokori ág csak igény esetén                                                |
| 15            | Jánosbokor                   | 19              | Antalbokori ág csak igény esetén                                                |
| 16            | Róka-Vargabokori elágazás    | 21              | közös szakasz                                                                   |
| 17            | Kovácsbokor 12. sz.          | 22              | Rókabokori ág csak igény esetén                                                 |
| 18            | Nádasbokor 8. sz.            | 23              | Rókabokori ág csak igény esetén                                                 |
| 19            | Gerhátbokor 26. sz.          | 24              | Rókabokori ág csak igény esetén                                                 |
| 20            | Rókabokor autóbusz-forduló   | 26              | Rókabokori ág csak igény esetén                                                 |
| 21            | Gerhátbokor 26. sz.          | 28              | Rókabokori ág csak igény esetén                                                 |
| 22            | Nádasbokor 8. sz.            | 29              | Rókabokori ág csak igény esetén                                                 |
| 23            | Kovácsbokor 12. sz.          | 30              | Rókabokori ág csak igény esetén                                                 |
| 24            | Róka-Vargabokori elágazás    | 31              | közös szakasz                                                                   |
| 25            | Jánosbokori bejáróút         | 32              | Vargabokori ág csak igény esetén                                                |
| 26            | Vargabokor 99. sz.           | 33              | Vargabokori ág csak igény esetén                                                |
| 27            | Vargabokor autóbusz-forduló  | 34              | Vargabokori ág csak igény esetén                                                |
| 28            | Vargabokor 99. sz.           | 35              | Vargabokori ág csak igény esetén                                                |
| 29            | Jánosbokori bejáróút         | 36              | Vargabokori ág csak igény esetén                                                |
| 30            | Róka-Vargabokori elágazás    | 37              | közös szakasz                                                                   |
| 31            | Kazárbokori elágazás         | 39              | közös szakasz                                                                   |
| 32            | Vajdabokor 15. sz.           | 40              | Kazárbokori ág csak igény esetén                                                |
| 33            | Kazárbokor 26. sz.           | 41              | Kazárbokori ág csak igény esetén                                                |
| 34            | Kazárbokor autóbusz-forduló  | 42              | Kazárbokori ág csak igény esetén                                                |
| 35            | Kazárbokor 26. sz.           | 43              | Kazárbokori ág csak igény esetén                                                |
| 36            | Vajdabokor 15. sz.           | 44              | Kazárbokori ág csak igény esetén                                                |
| 37            | Benkőbokor                   | 46              | Kazárbokori ág csak igény esetén                                                |
| 38            | Kazárbokori elágazás         | 48              | Sulyánbokori ág csak igény esetén                                               |
| 39            | Szelesbokor bejáróút         | 49              | Sulyánbokori ág csak igény esetén                                               |
| 40            | Sulyánbokori elágazás        | 50              | Sulyánbokori ág csak igény esetén                                               |
| 41            | Sulyánbokor autóbusz-forduló | 52              | Sulyánbokori ág csak igény esetén                                               |
| Jelmagyarázat |                              |                 |                                                                                 |
| szakaszhatár  |                              |                 |                                                                                 |